# Dunai Júlia
Dunai Júlia (Budapest, 1989. február 5. –) magyar színésznő.

## Életpályája
A Pesti Barnabás Élelmiszeripari Szakközépiskola és Gimnázium dráma tagozatán érettségizett. 2012-ben felvették a Marosvásárhelyi Művészeti Egyetem színész szakára Gáspárik Attila, Gecse Ramóna és Papp Éva osztályába. Színészi diplomáját 2017-ben kapta meg. 2017-2021 között a szombathelyi Weöres Sándor Színház színésznője volt. 2022-től a Vaskakas Bábszínház tagja.

## Fontosabb színpadi szerepei
- Kezeslábas... szereplő
- Forgács Péter – Faragó Zsuzsa: Kiadjamagát!... Julcsi, Gabi, Ica mama, Jutka, Gabriella
- Hadar Garlon: Mikve... Chedva
- Carlo Goldoni: A főnök meg én meg a főnök... Clarice
- Nyikolaj Vasziljevics Gogol: A revizor... Zinaida Mihajlovna
- Arthur Miller: A salemi boszorkányok... Susanne Walcott
- Szép Ernő: Vőlegény... Sári
- de Sade-fiction (Börtönbújócska)... szereplő
- Czukor Balázs – Surányi Nóra: Home Bank... Sálas lány
- Robert Harling: Acélmagnóliák... Annelle (az új fodrászkisasszony)
- Simona Semenič: 5 fiú... Kristóf
- Szigligeti Ede – Mohácsi István – Mohácsi János: Liliomfi... Mariska
- Georges Feydeau: Kis hölgy a Maximból... Clémentine, a tábornok unokahúga
- Anders Thomas Jensen: Ádám almái... Sarah
- Brian Friel: Pogánytánc... Agnes